# Championnats d'Afrique de gymnastique aérobic 2016
Navigation
Walvis Bay 2014 Brazzaville 2018
Les championnats d'Afrique de gymnastique aérobic 2016 se déroulent du 19 au 27 mars 2016 à Alger, en Algérie. Ils se déroulent conjointement avec les Championnats d'Afrique de gymnastique artistique 2016.
Les championnats comprennent des épreuves seniors et juniors.

## Médaillés
| Épreuve     | Or                                                            | Argent                                                   | Bronze                                                       |
| ----------- | ------------------------------------------------------------- | -------------------------------------------------------- | ------------------------------------------------------------ |
| Équipes     | Afrique du Sud                                                | Algérie                                                  | Sénégal                                                      |
| Solo hommes | Sofiane Sahraoui (ALG)                                        | Tlhakiso Mafona (RSA)                                    | Mayouna Massamba Mercia (CGO)                                |
| Solo femmes | Sihem Mansouri (ALG)                                          | Demi Botha (RSA)                                         | Dominique Mann (RSA)                                         |
| Duo mixte   | Algérie Sihem Mansouri Sofiane Sahraoui                       | Afrique du Sud Tlhakiso Mafona Dominique Mann            | Sénégal Diatou Diaw Mouhamed Lamine Ndiaye                   |
| Trio mixte  | Afrique du Sud Terence Ledwaba Tlhakiso Mafona Dominique Mann | Algérie Sihem Mansouri Serour Mediouni Chaima Saad Saoud | Tunisie Ameni Dhaouadi Maisa Ghazouani Oumayma Helaoui Ajimi |